# Adolphe Burdet

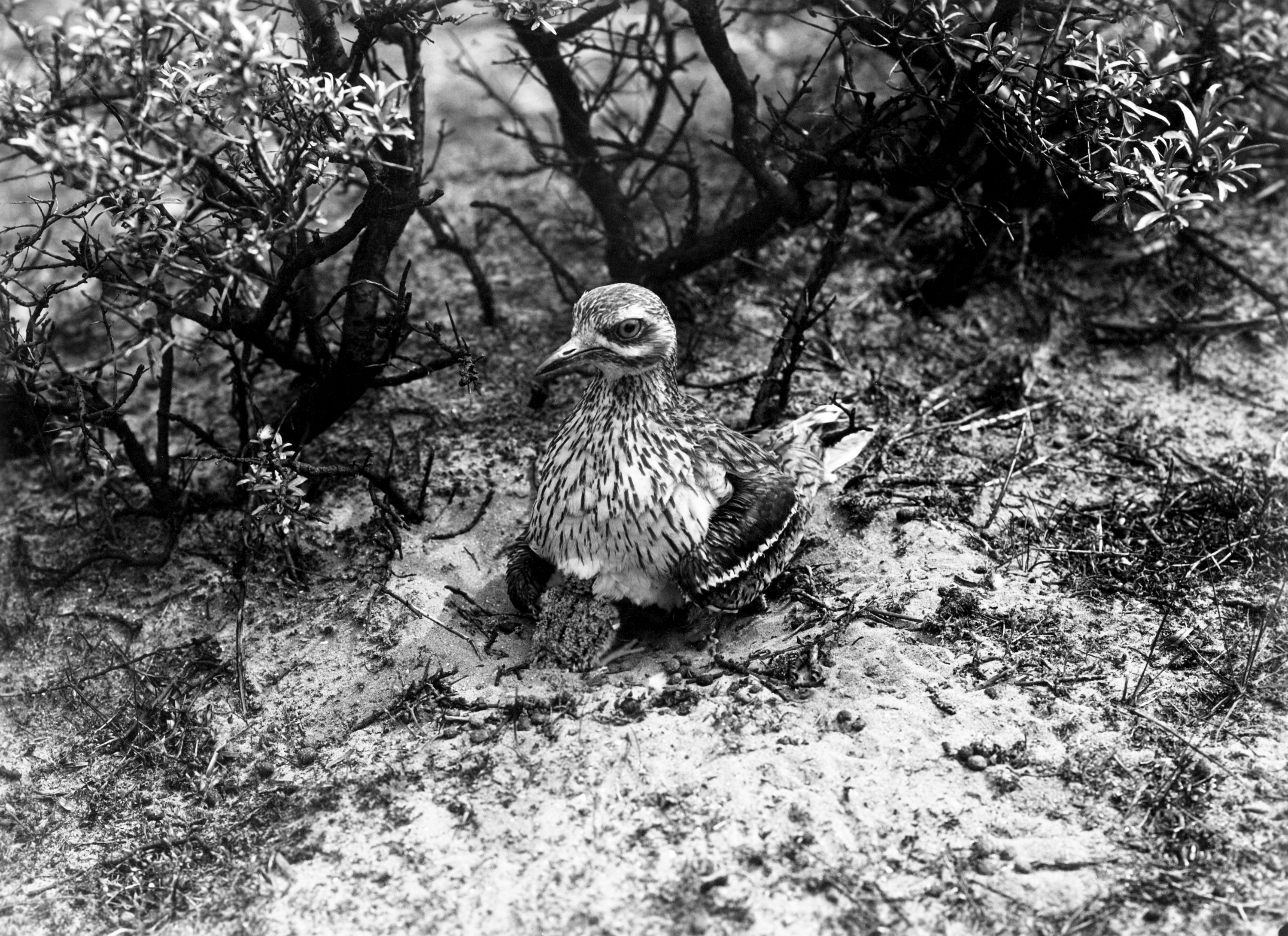
Adolphe Burdet: Fotografie kolihy kamenné, cca 1909-1915

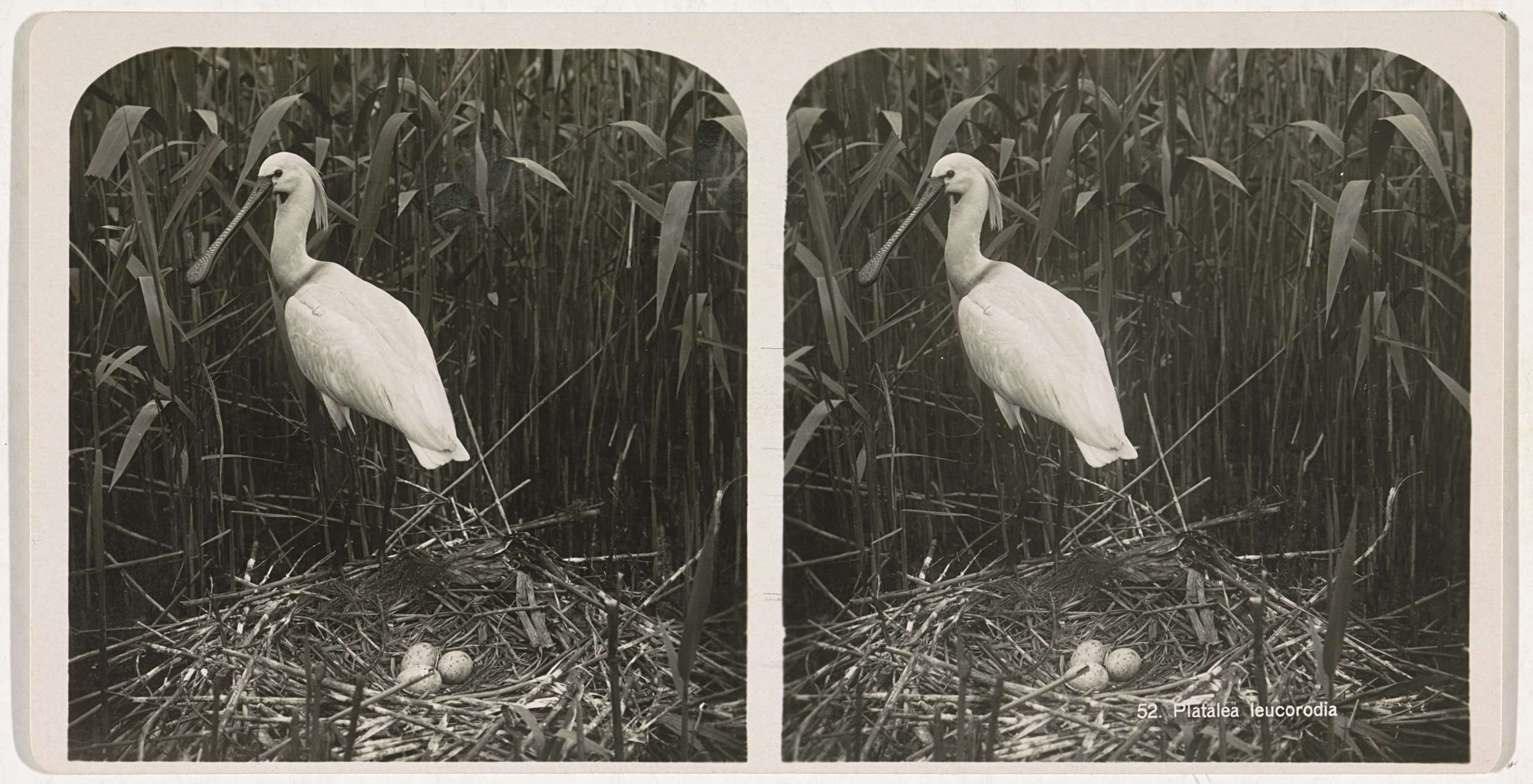
Adolphe Burdet: Stereofotografie lpíka obecného v hnízdě

Adolphe Burdet (19. září 1860 Croy, Švýcarsko – 1. srpna 1940 Bloemendaal) byl nizozemský fotograf a filmař, známý svými filmy a fotografiemi ptáků.

## Životopis
Burdet zpočátku vyučoval moderní jazyky pro bohatou rodinu Van der Vlietů na panství Elswout v Overveenu. V roce 1894 se oženil s jejich dcerou Olgou van der Vlietovou. Po pobytu v zahraničí se pár kolem roku 1902 usadil v Bloemendaalu.
Burdet byl také milovníkem přírody a po konzultaci s Jac. P. Thijssem se rozhodl začít fotografovat ptáky. Jeho první dílo bylo vytištěno v roce 1907 spolu s Thijsseho článkem Uit ons vogeldagboek (Z našeho ptačího deníku). Burdetovy komerčně vydané stereofotografie nizozemských ptáků se ukázaly jako populární ve vzdělávání a u přírodních organizací, jako je Společnost pro ochranu přírodních památek a Nizozemská společnost pro ochranu ptáků. Thijsse často komentoval prezentace snímků na setkáních těchto organizací. Burdetovy fotografie byly také použity jako ilustrace v článcích, knihách a ptačích kalendářích s Thijsseho popisky. Burdet se specializoval na nizozemské hnízdící ptáky. Z přibližně 170 druhů hnízdících ptáků, které byly v té době známé, zachytil svým fotoaparátem více než 125.
Kolem roku 1915 se Burdet zaměřil na tvorbu filmů o ptácích. V roce 1920 byl uveden první nizozemský film o ptácích, který natočil Burdet. I zde komentář k záběrům poskytli mimo jiné Jac. P. Thijsse, W.G.N. van der Sleen a Jan Drijver. Filmy byly promítány na výročních setkáních Nizozemské společnosti pro ochranu přírody (Vereniging Natuurmonumenten ). Haarlemská filmová společnost Multifilm, se kterou Burdet začal spolupracovat ve 20. letech 20. století, vytvořila v roce 1937 kompilaci Burdetových filmů, opět s Thijsseho komentářem.
V roce 1930 se Burdet stal čestným členem Nizozemské ornitologické společnosti. V roce 1939 zakoupili přátelé Burdetových 11hektarovou hnízdní oblast na Texelu a a pojmenovali ji po nich: Burdets Hop. Sousedí s oblastí zakoupenou v roce 1935 na počest Thijsseho 70. narozenin a pojmenovanou Thijsse Fienweid. Obě oblasti byly novými majiteli převedeny na Nizozemskou společnost pro ochranu přírody a tvoří jádro přírodní rezervace Dijkmanshuizen.
Ačkoli Burdet vždy žil v Nizozemsku, rozhodl se ponechat si švýcarské občanství. Obecně je však považován za nizozemského ornitologa a fotografa ptáků.
Po Burdetově smrti byla založena Nadace Adolphe Burdeta, jejímž cílem je zachovat jeho rozsáhlou fotografickou sbírku ve prospěch ochrany ptáků. Burdetovy fotografie jsou uloženy ve sbírkách Nizozemského fotomuzea a Rijksmusea.
Nejstarší syn Olgy a Alphonse Burdetových, William (Willy) Burdet, který se narodil v roce 1894 v Konstantinopoli a v roce 1939 získal nizozemské občanství, se stal správcem přírodní rezervace Goois a v roce 1935 natočil film o tetřívkovi obecném na vřesovišti Gooise. Jednalo se o první film o tetřívkovi obecném natočený v Nizozemsku.

## Galerie

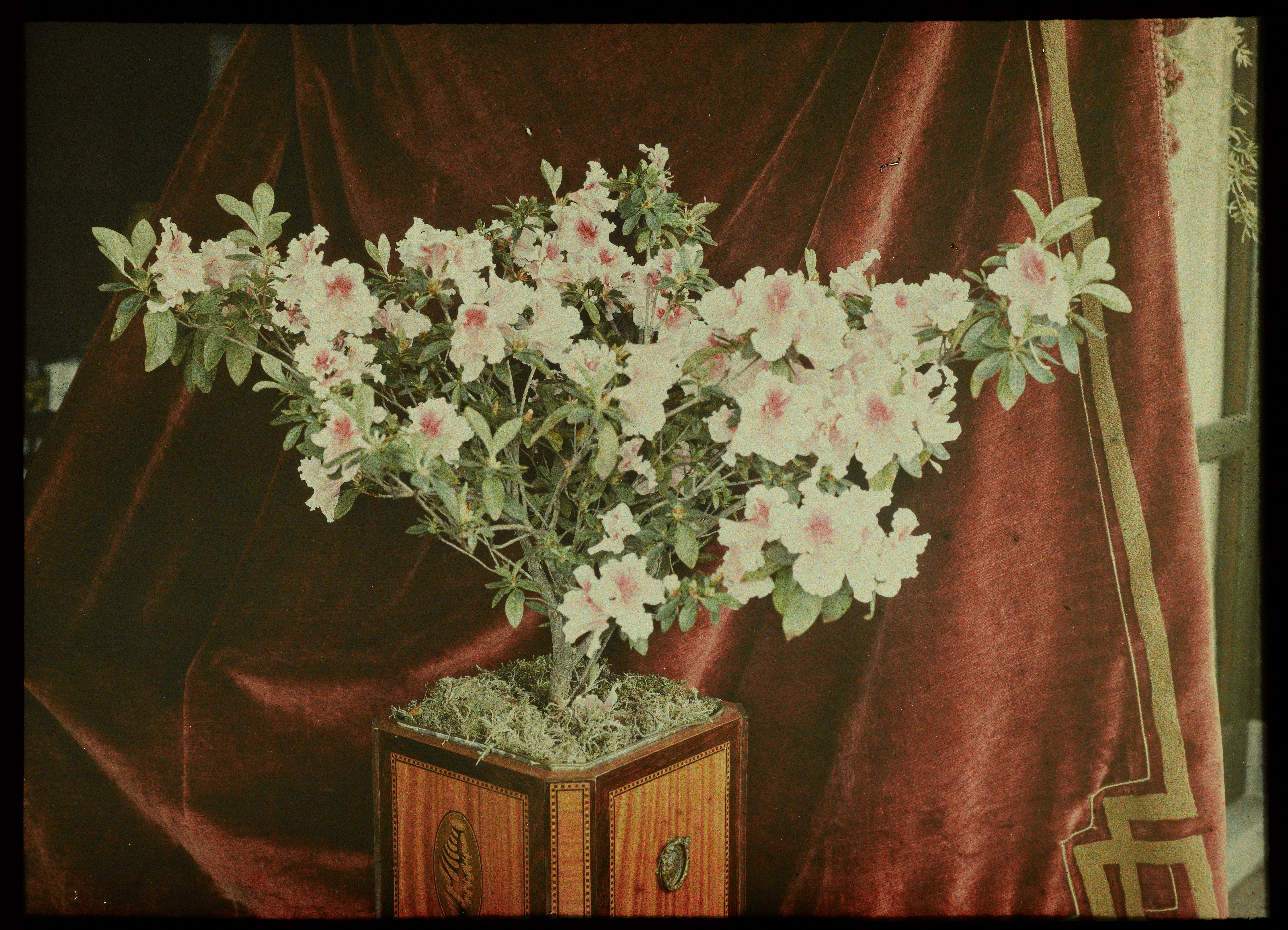
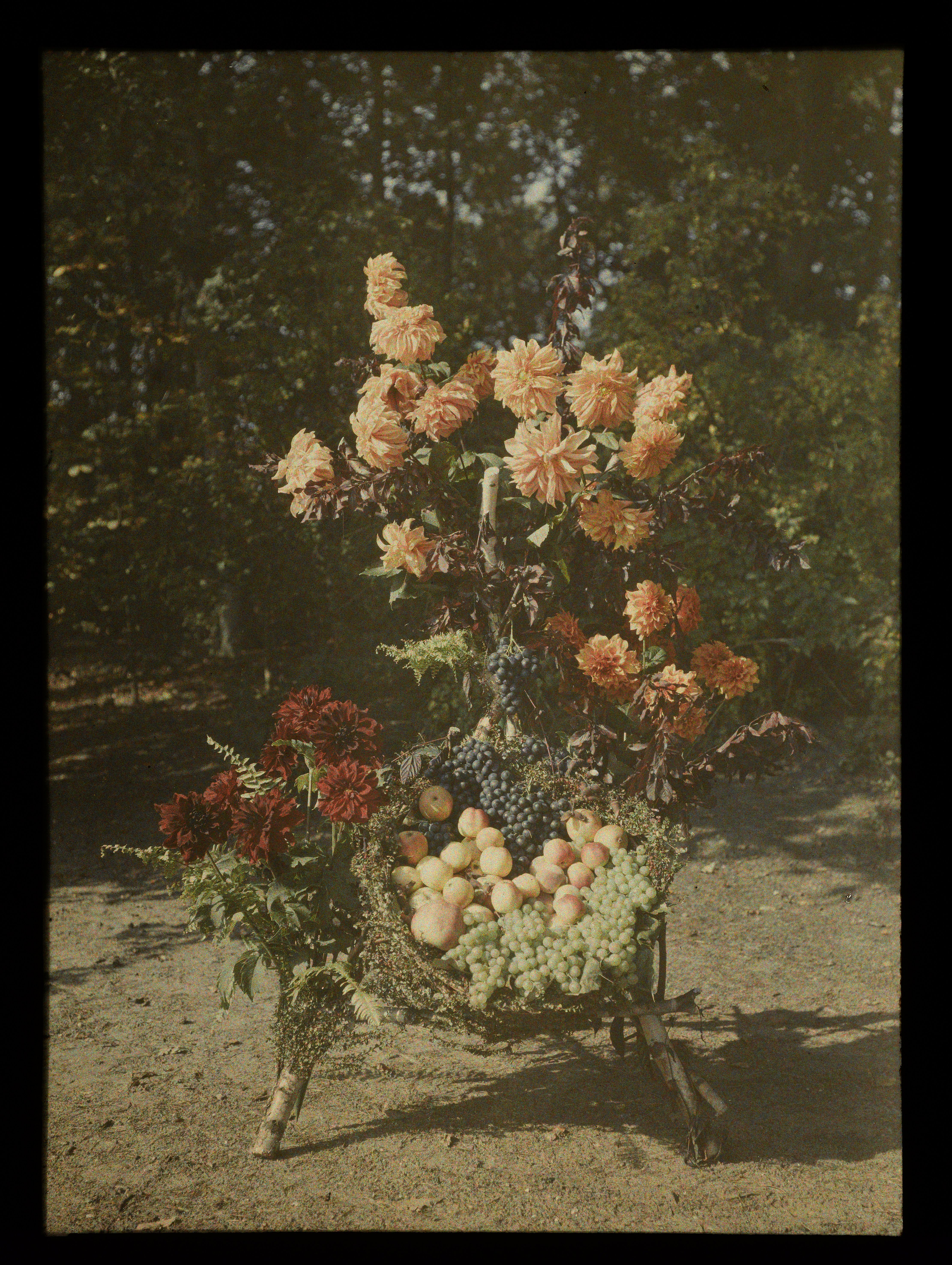
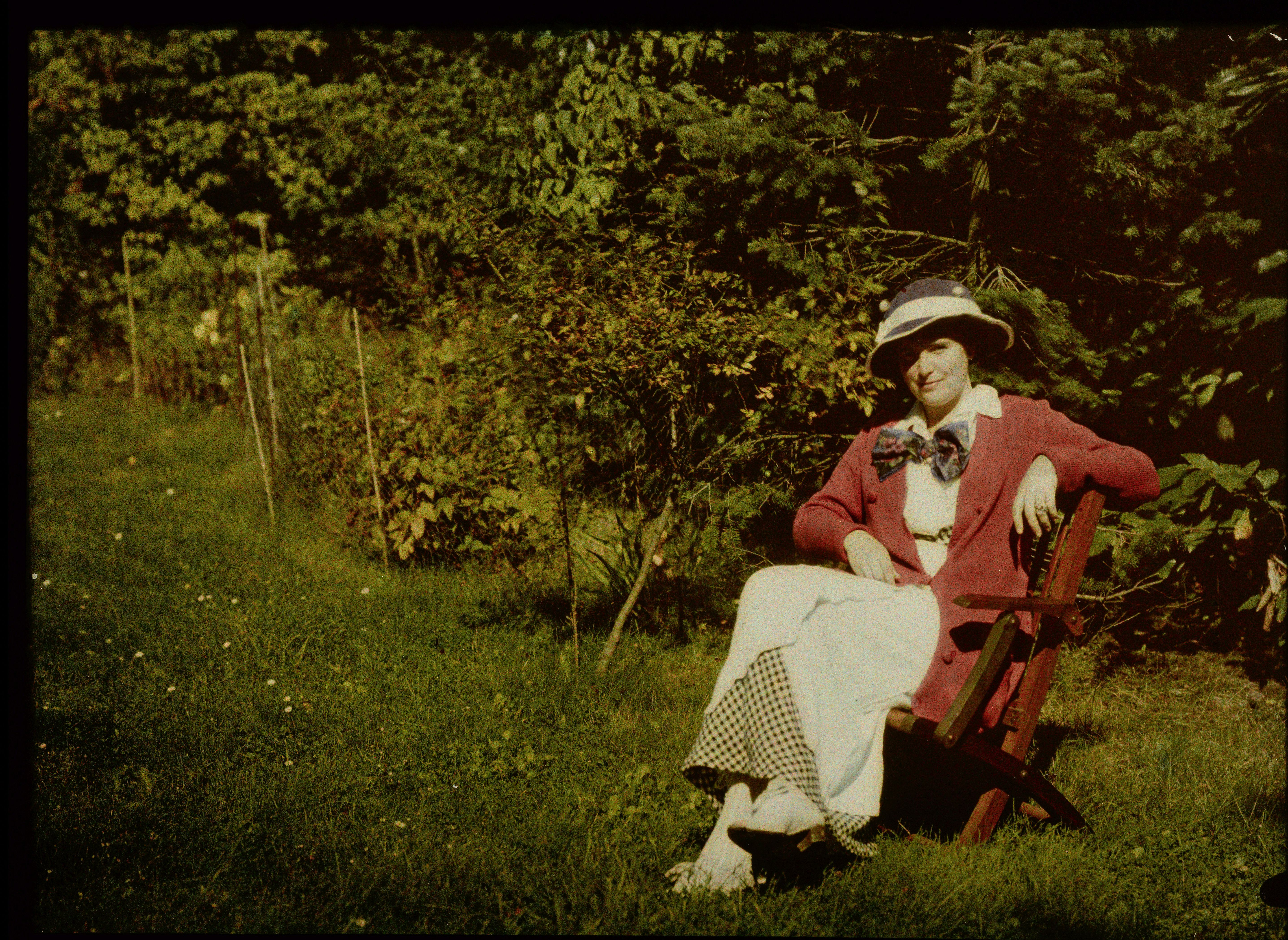
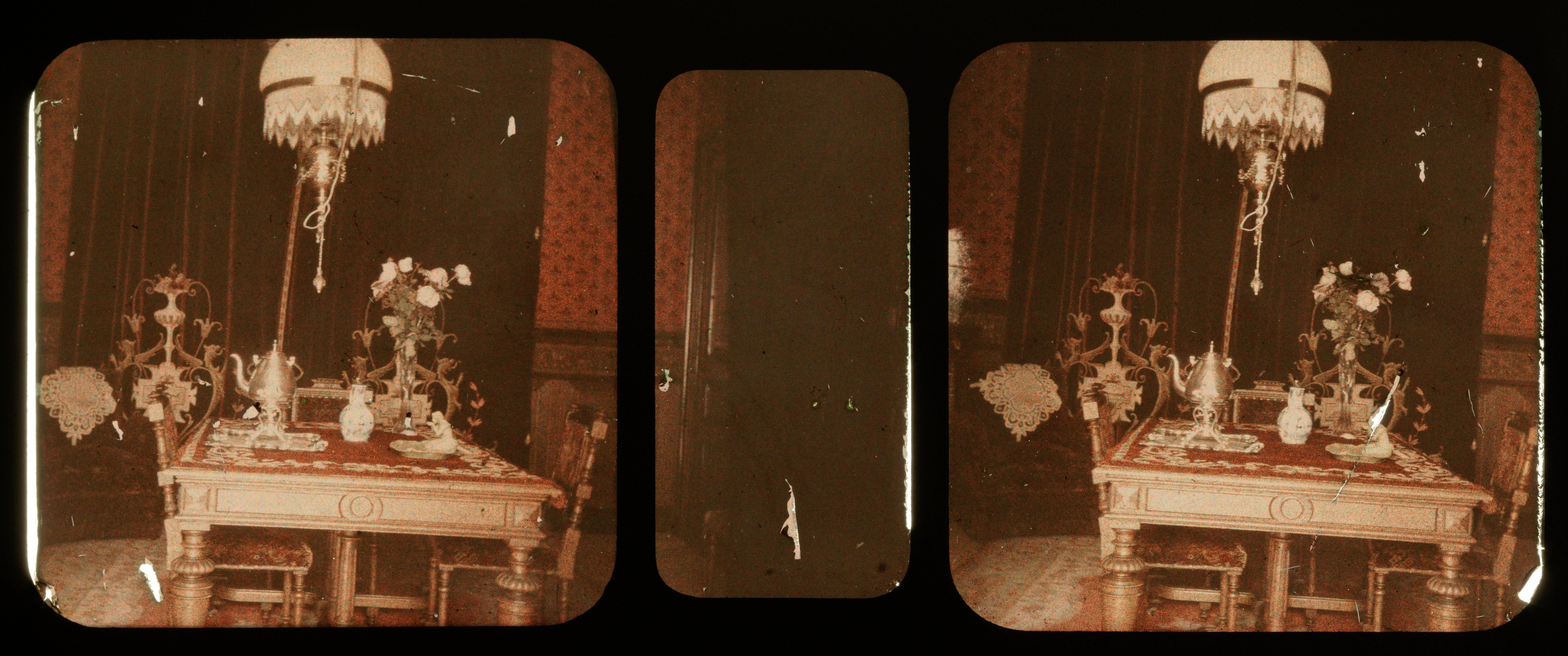
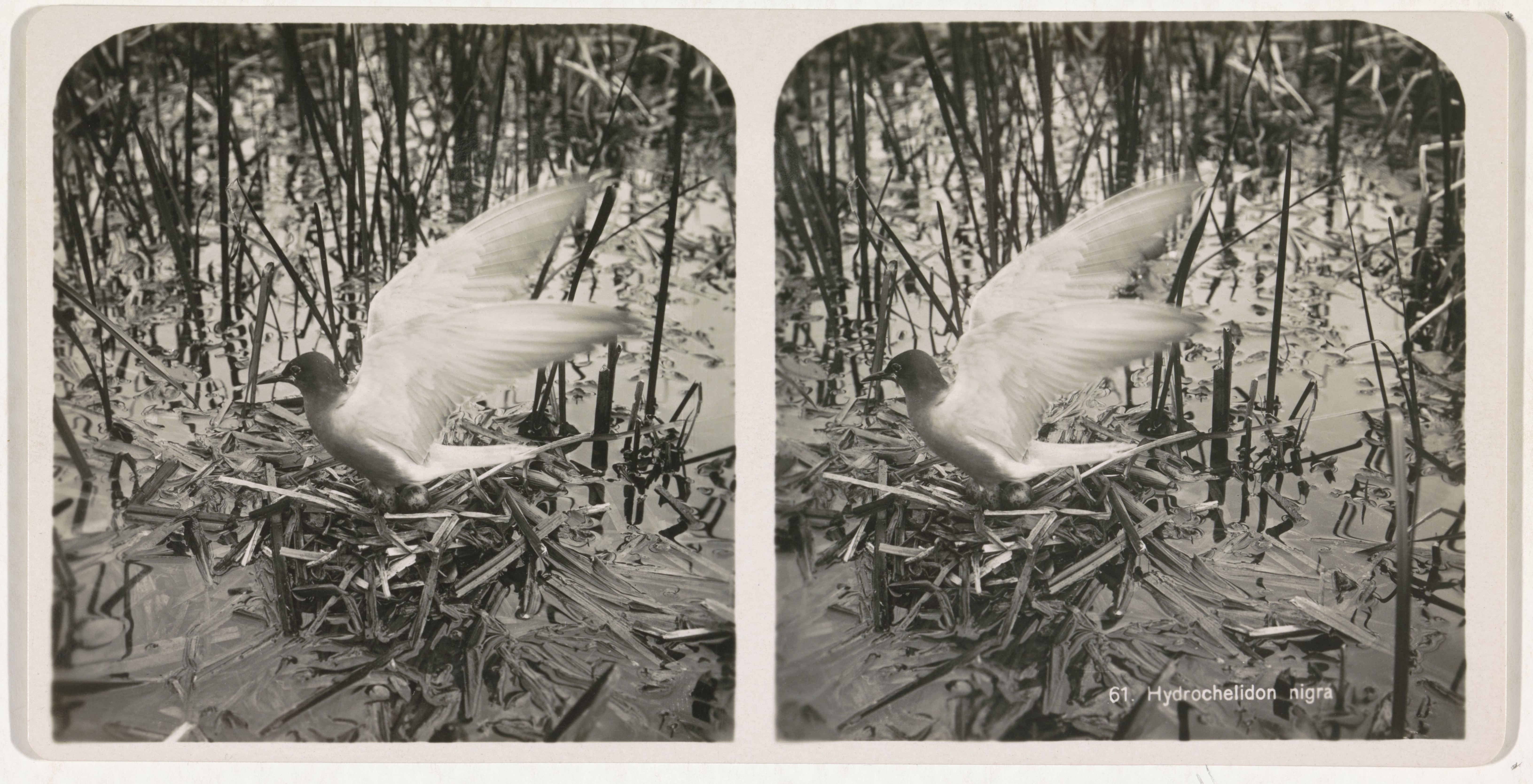